# Amazona albifrons
Amazona albifrons là một loài chim trong họ Psittacidae.

## Hình ảnh

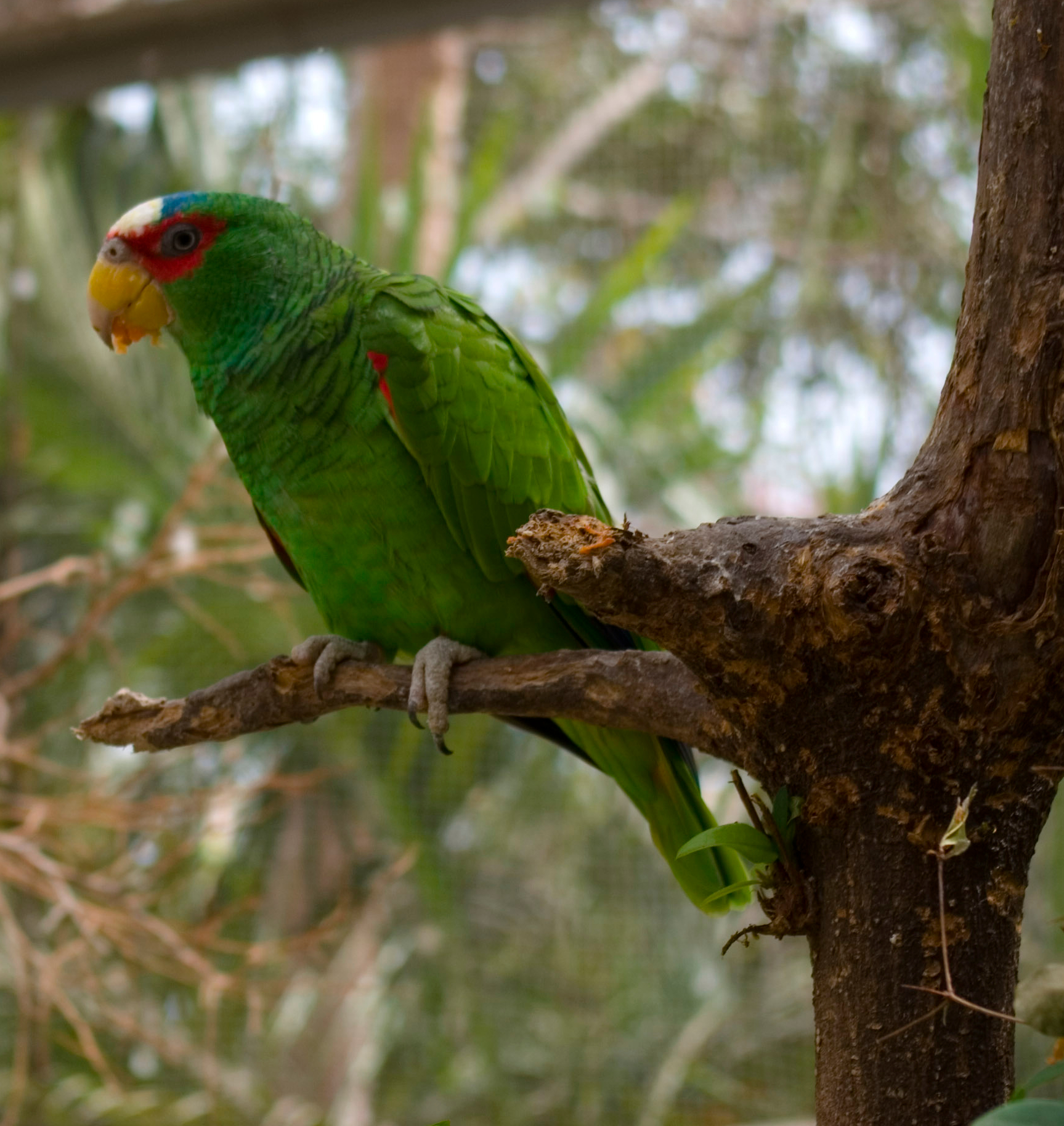
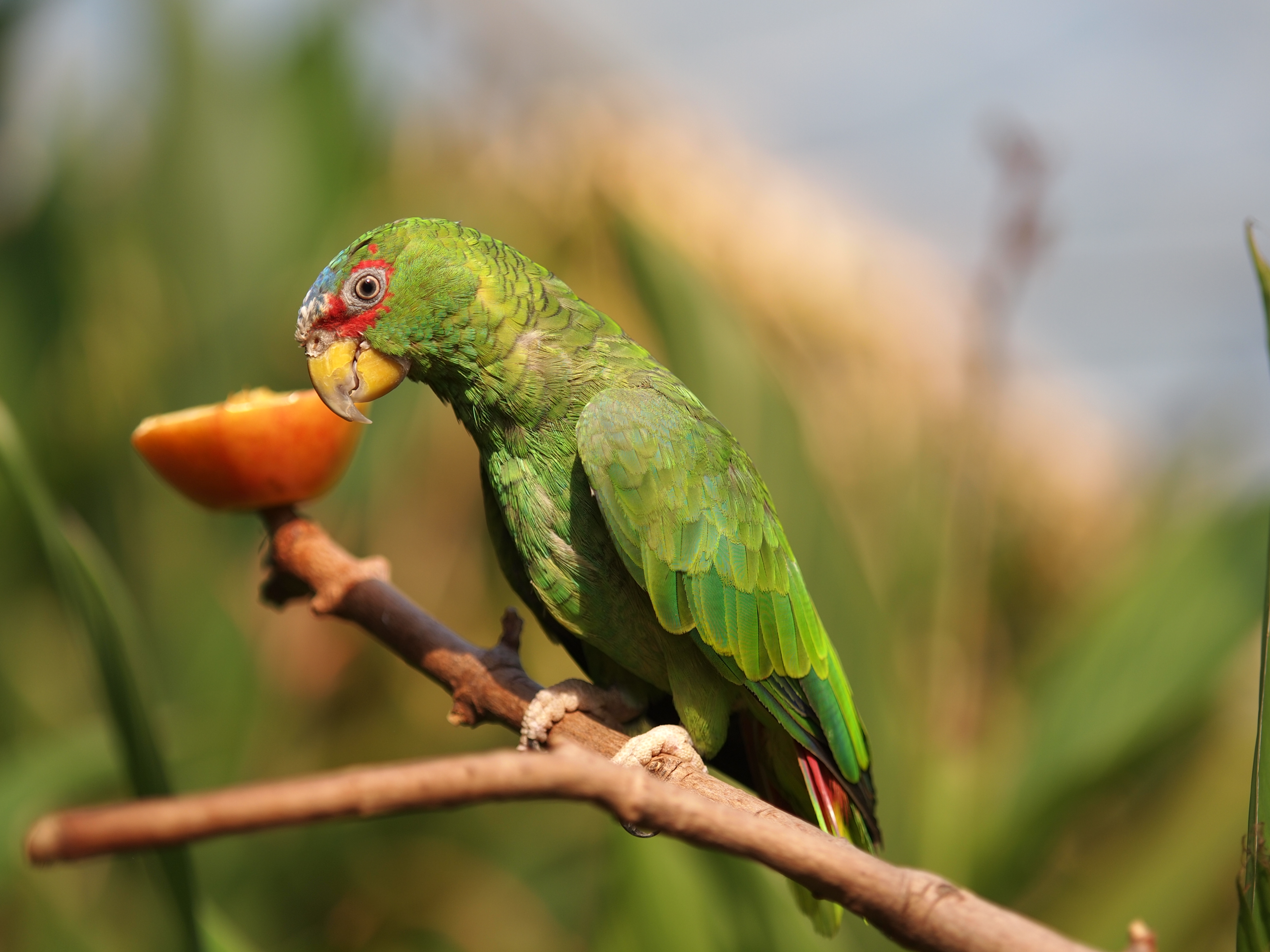
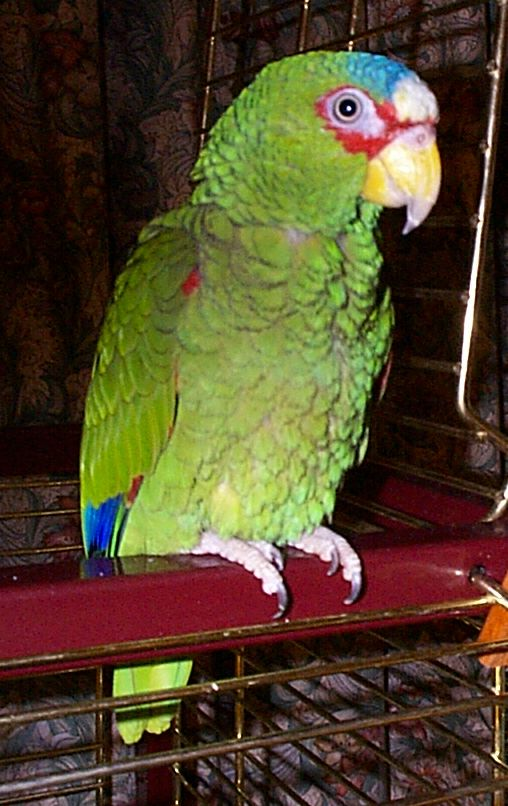
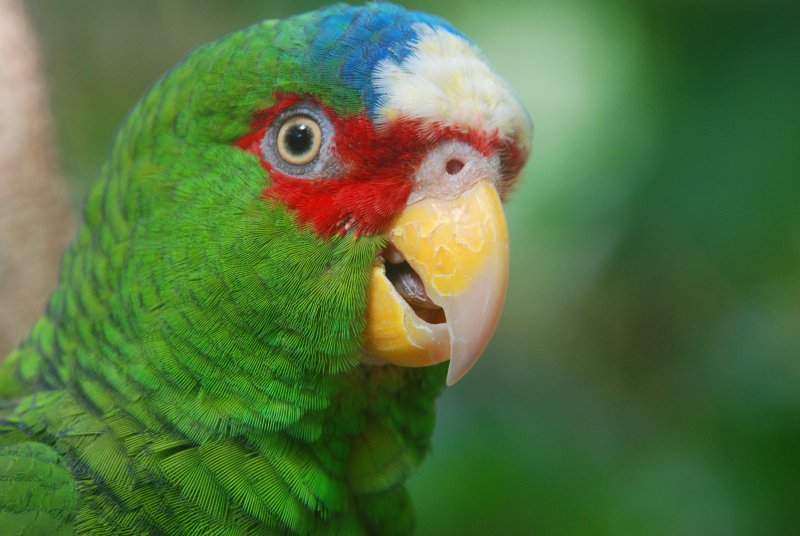
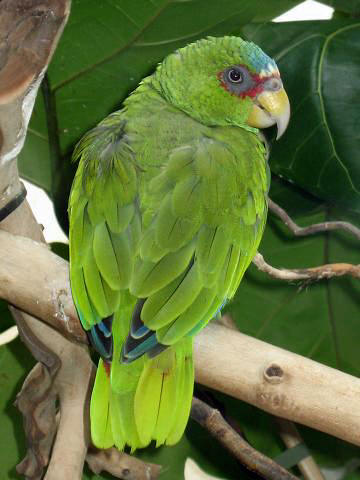
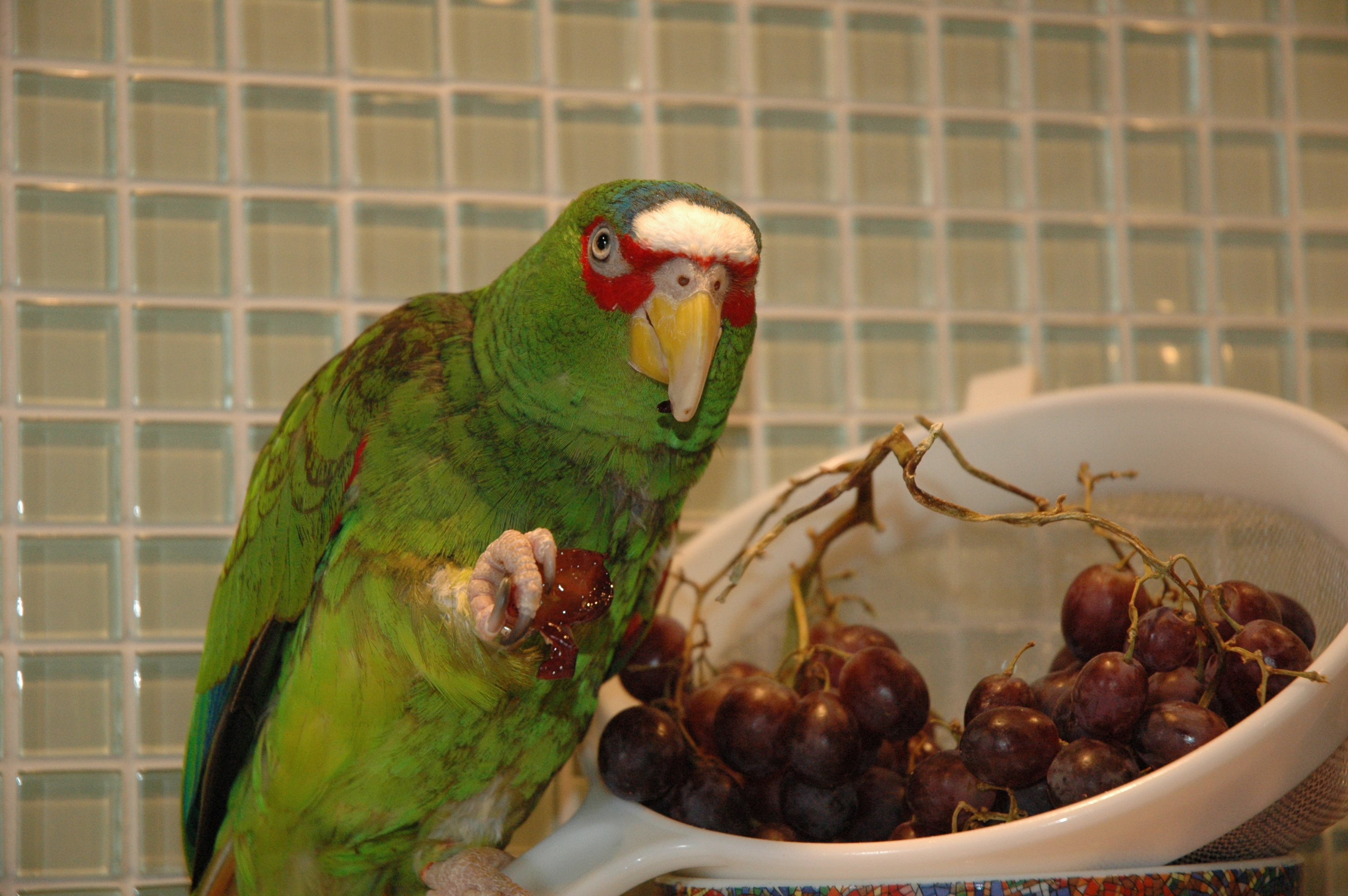
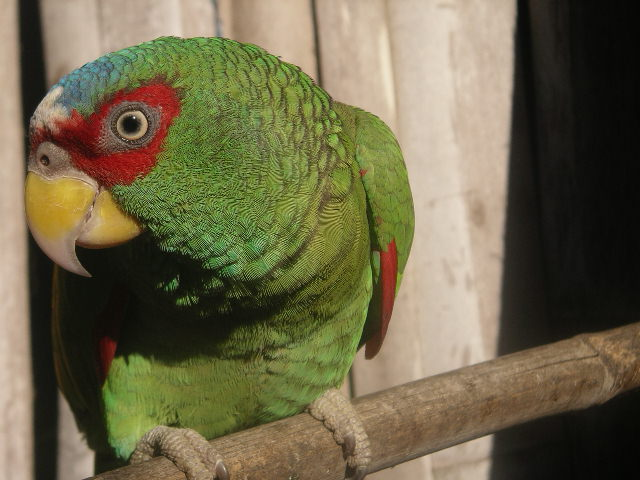
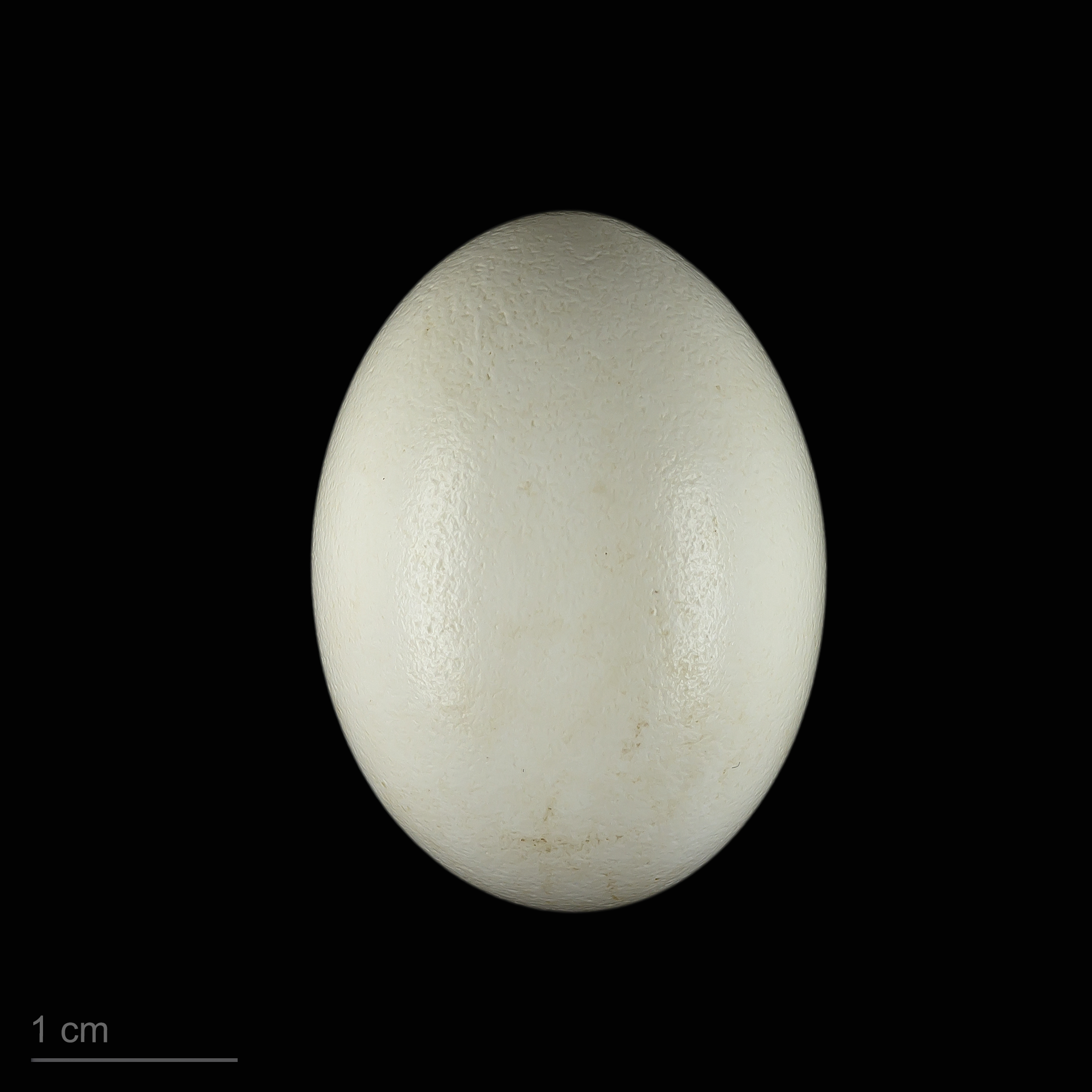
Museum specimen